# Cotorra de carpó roig
La cotorra de carpó roig, que també s'ha nomenat cotorra de dors roig (Psephotus haematonotus) és una espècie d'ocell de la família dels psitàcids que habita boscos poc densos, matoll i medi humà del sud-est d'Austràlia, des del sud de Queensland fins a l'est d'Austràlia Meridional. És l'unica espècie del gènere Psephotus.